# Nerses II. Varjapetian

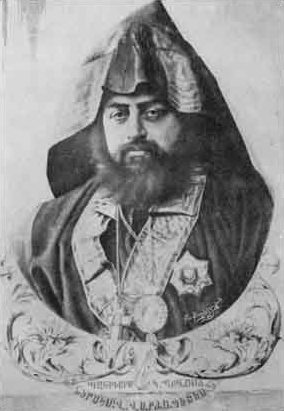
Nerses II. Varjabedyan

Nerses II. Varjapetian oder Nerses Warschapetjan (armenisch Ներսես Վարժապետյան; * 1837 in Konstantinopel; † 1884 ebenda) war Armenischer Patriarch von Konstantinopel von 1873 bis 1884.
Nerses II. Varjapetian verbrachte sein ganzes Leben in oder um Konstantinopel. 1858 wurde er zum Priester geweiht, 1862 zum Bischof. 1873 im Alter von 37 Jahren wurde er zum Armenischen Patriarchen von Konstantinopel gewählt. Er unterstützte in einer Enzyklika die osmanischen Kriegsanstrengungen im Russisch-Osmanischen Krieg 1877–1878. Als das Ausmaß der kurdischen Raubüberfälle auf osmanische Armenier bekannt wurde, ermächtigte die armenisch-osmanische Nationalversammlung Nerses II. Varjapetian, den russischen Großfürsten Nikolaus in San Stefano für die Durchsetzung von lokaler Autonomie in den Armenierprovinzen des osmanischen Reiches zu bitten. Unter Artikel 16 des Präliminarvertrages von San Stefano/Yeşilköy (März 1878) einigten sich Russland und das Osmanische Reich, den Armeniern der Ostprovinzen (Batum, Ardahan, Kars) Reformen und Sicherheit zu gewähren. Am darauffolgenden Berliner Kongress, zu dem Mkrtitsch Chrimjan als Vertreter der armenischen Interessen gesandt wurde, erhielten die Armenier keine Anhörung. Die Reformen von San Stefano wurden rückgängig gemacht. Zum Zeitpunkt des Todes von Nerses II. Varjapetian begannen kleine Gruppen von Armeniern der Ostprovinzen, sich als Reaktion auf die Unsicherheit zur Selbstverteidigung vor kurdischen Überfällen zusammenzuschließen.